# Joe Abercrombie
Joe Abercrombie (Lancaster, 31 dicembre 1974) è uno scrittore britannico.

## Biografia
Joe Abercrombie ha studiato alla Lancaster Royal Grammar School e presso l'Università di Manchester, dove ha seguito il corso di laurea in psicologia.
Dopo aver iniziato a lavorare come produttore televisivo, ha intrapreso la carriera di montatore freelance.
Nel 2002, durante un periodo di inattività fra diversi lavori, Abercrombie ha cominciato la stesura del suo primo romanzo Il richiamo delle spade (The Blade Itself), che è stato completato nel 2004. Il romanzo è stato pubblicato da Gollancz nel 2006 ed è stato seguito da altri due libri, appartenenti anch'essi alla serie di fantasy epica The First Law, intitolati Non prima che siano impiccati (Before They Are Hanged) e L'ultima ragione dei re. Ultima ratio regum (Last Argument of Kings).
All'inizio del 2008 Joe Abercrombie è stato uno dei contributori della serie della BBC Worlds of Fantasy, insieme a Michael Moorcock, Terry Pratchett e China Miéville. Nel 2009 ha pubblicato il romanzo thriller Best Served Cold, e tradotto in Italia come Il sapore della vendetta, anch'esso ambientato nel mondo di The First Law Trilogy, anche se non appartiene alla serie. 
Abercrombie vive a Bath nel Somerset con la moglie e due figli. La serie The First Law è stata tradotta in numerose lingue.

## Opere

### Il mondo deLa Prima Legge

#### TrilogiaLa Prima Legge
- La Prima Legge.Trilogia: Il richiamo delle spade-Non prima che siano impiccati-L'ultima ragione dei re. Volume unico (Mondadori, 19 Novembre 2019)

1. Il richiamo delle spade (The Blade Itself, 2006) (Gargoyle, 2013) 
 candidato al Campbell Award per il 2008[3]
2. Non prima che siano impiccati (Before They Are Hanged, 2007) (Gargoyle, 2013)
3. L'ultima ragione dei re. Ultima ratio regum (Last Argument of Kings, 2008) (Gargoyle, 2014)

##### Romanzi autoconclusivi
Nello stesso mondo in cui si svolgono le vicende della trilogia La Prima Legge, Abercrombie ha ambientato altri singoli romanzi, autonomi ed autoconclusivi.
- Il sapore della vendetta (Best Served Cold, 2009) (Gargoyle, 2014) 
 candidato al David Gemmell Legend Award per il 2010[4]
- The Heroes (The Heroes, 2011) (Gargoyle, 2012)
- Red Country (Red Country, 2012) (Gargoyle, 2015)

###### Antologie di racconti
- Tredici Lame. Racconti dal Mondo della Prima Legge (Sharp Ends, 2016) (Mondadori, 2017)

###### TrilogiaL'Età della Follia
Nello stesso mondo in cui si svolgono le vicende della trilogia della Prima legge ma durante una rivoluzione industriale.
- Un piccolo odio (A Little Hatred, 2019) (Mondadori, 2019)
- Il problema della pace (The Trouble with Peace, 2020) (Mondadori, 2021)
- La saggezza delle folle (The Wisdom of Crowds, 2021) (Mondadori, 2022)[5]

### Trilogia del Mare Infranto
- Il mezzo re (Half a King, 2014) (Mondadori, 2014)
- Mezzo mondo (Half a World), 2015) (Mondadori, 2015)
- La mezza guerra (Half a War, 2015) (Mondadori, 2015)

### Trilogia dei Demoni
- I demoni (The Devils), traduzione di Stefano Giorgianni, Ne/oN, Roma, 2025, ISBN 979-1281777507